# Frida Aili
Frida Johanna Aili (Luleå, 22 aprile 1988) è un'ex cestista svedese.

## Carriera
Con la Svezia ha disputato i Campionati europei del 2013.